# Eichicht
Eichicht es una pequeña localidad alemana del municipio de Kaulsdorf en el distrito de Saalfeld-Rudolstadt, en el land (estado) de Turingia.

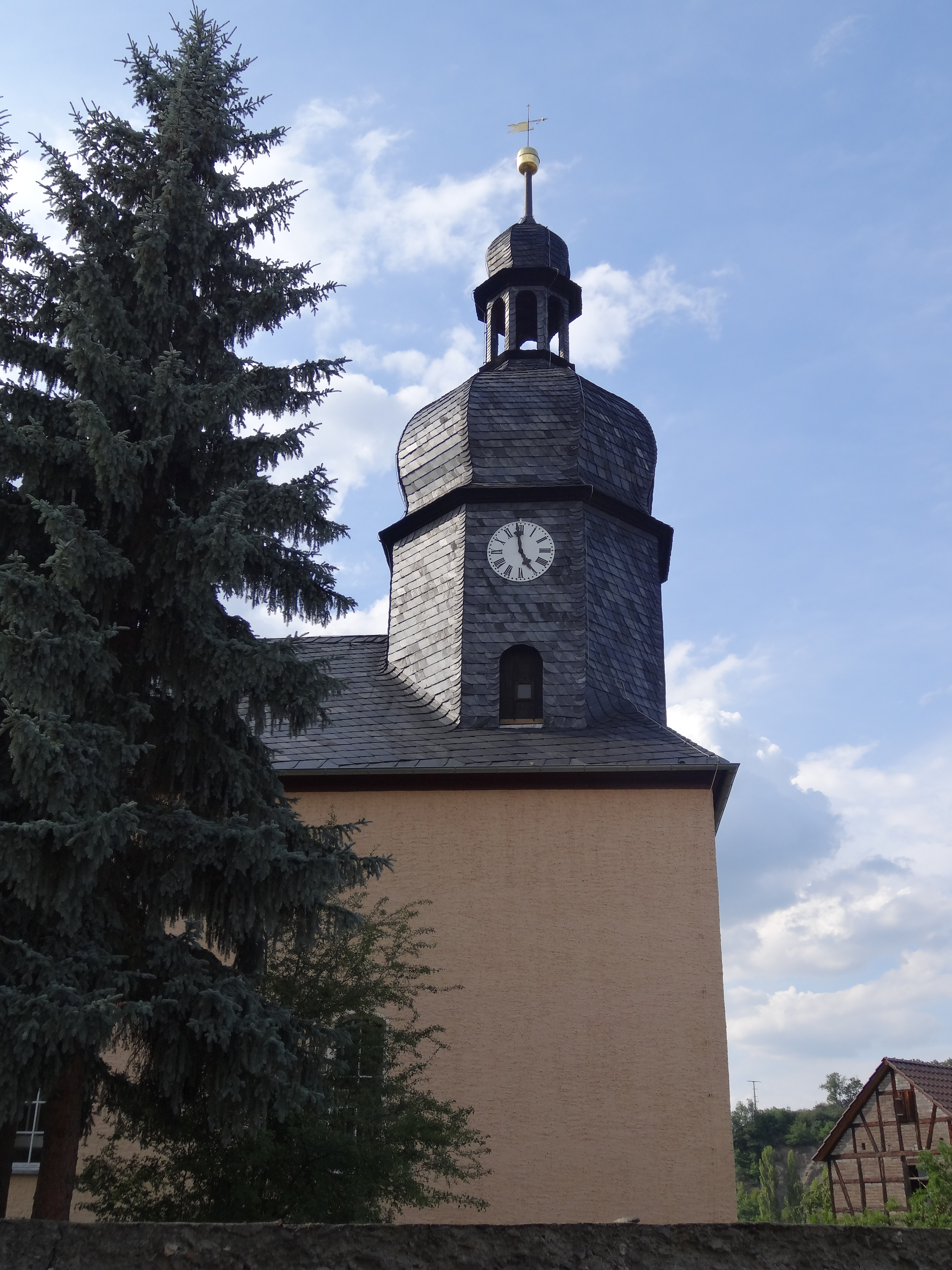
Iglesia de Eichicht

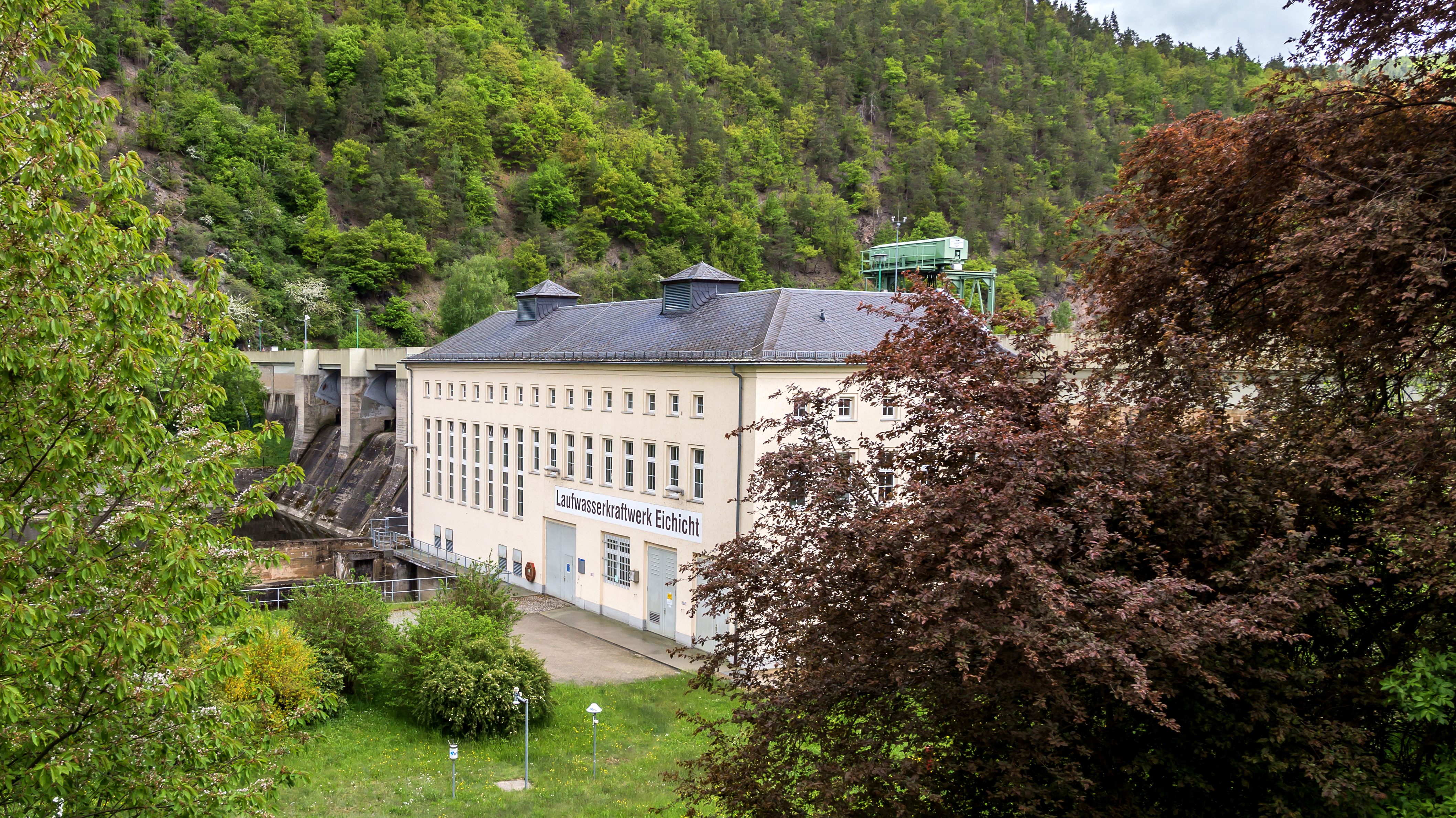
Estación de energía hidroeléctrica

## Historia
Las primeras fuentes sobre la localidad datan del año 1379, cuando un castillo protegía las orillas del río Saale en esa zona. Por medio de este se controlaba el valle del río Loquitz y su desembocadura en el anterior. 
El actual castillo de Eichcht todavía conserva áreas de la construcción del siglo XIV. 
Desde el año 1400 la localidad fue el sitio de los señores de Holbach.
Desde 1950 Eichicht pertenece al municipio de Kaulsdorf, en la ribera del Saale, en un valle entreSaalfeld y Hohenwarte-Stausee, en el llamado Saale-Radwanderweg.

## Cultura y turismo
En pleno centro de la villa se encuentran el castillo de Eichcht y los típicos molinos del río Loquitz (cuya primera datación es del año 1417). El castillo fue completamente reconstruido entre los años 1920 y 1923, según proyecto de Bodo Ebhardt. 
Junto a Eichicht pueden visitarse la torre de Lohm, el monte Eichelberg y la presa de Eichicht, además de la Hohenwarte-Stausee.